# 柳沢主尹
柳沢 主尹（やなぎさわ　もりただ）は、江戸時代後期の旗本。通称は吉太郎、のち八郎右衛門。
柳沢聴信の長男。母は山中廣幸の娘。子の正信が家督を継いだ。

## 年表
日付は旧暦。
- 文化14年（1817年）12月23日 - 小姓組へ番入。
- 文政6年（1823年）11月1日 - 小十人頭となる。
- 天保3年（1832年） - 琉球王尚育の即位に伴う謝恩使が来府した際に江戸城柳ノ間の給仕を担当する。
- 天保12年（1841年）5月13日 - 徒頭となる。
- 天保14年（1843年）4月 - 将軍徳川家慶の日光社参に供奉。
- 天保14年（1843年）9月27日 - 徒頭を辞職する。
- 嘉永4年（1851年） - 死去。月桂寺に葬られる。享年67。